# دنیای من ۲٫۰
دنیای من ۲٫۰ (به انگلیسی: My World 2.0) نام قسمت دوم اولین آلبوم جاستین بیبر، خوانندهی کانادایی است. این آلبوم اولین آلبوم استودیویی اوست که در ۱۹ مارس ۲۰۱۰ (‎۲۸ اسفند ۱۳۸۸) منتشر شد و همچنین قسمت دوم اولین آلبوم چندآهنگهی او با نام «دنیای من» است که در ۱۷ نوامبر ۲۰۰۹ (‎۲۶ آبان ۱۳۸۸) عرضه شد.
پس از این آلبوم، جاستین بیبر اولین تور خود با نام دنیای من را اجرا کرد.

## میزان فروش
دنیای من ۲٫۰ پس از انتشار در صدر جدول بیلبورد ۲۰۰ قرار گرفت و با فروش ۲۸۳،۰۰۰ نسخه، بیبر را به جوان‌ترین خوانندهٔ مرد تک‌خوان از سال ۱۹۶۳ تبدیل کرد که آلبومش توانسته در صدر جدول بیلبورد ۲۰۰ قرار بگیرد.
این آلبوم تا به امروز ۲٬۴۸۸٬۰۰۰ نسخه از این آلبوم در آمریکا به فروش رسیده‌است. فروش جهانی این آلبوم نیز ۴ میلیون و ۸۰۰ هزار نسخه می‌باشد.

## لیست ترانه‌ها
| شماره | نام                                  | نویسنده(ها)                                                                   | {{{extra_column}}}             | مدت  |
| ----- | ------------------------------------ | ----------------------------------------------------------------------------- | ------------------------------ | ---- |
| ۱.    | «عزیزم» (با همراهی لوداکریس)         | جاستین بیبر, The-Dream, Tricky Stewart, Christina Milian, لوداکریس            | T. Nash, C. Stewart, C. Milian | ۳:۳۶ |
| ۲.    | «کسی برای دوست داشتن»                | جاستین بیبر, Heather Bright & The Stereotypes                                 | The Stereotypes                | ۳:۴۲ |
| ۳.    | «Stuck in the Moment»                | جاستین بیبر, The Stereotypes, Dan August Rigo                                 | The Stereotypes                | ۳:۴۶ |
| ۴.    | «لبخند بزن»                          | جاستین بیبر, Jerry Duplessis, Arden Altino, Dan August Rigo                   | J. Duplessis, A. Altino        | ۳:۱۷ |
| ۵.    | «Runaway Love»                       | جاستین بیبر, Melvin Hough II, Rivelino Wouter, Timothy Thomas & Theron Thomas | Melvin Hough II                | ۳:۳۳ |
| ۶.    | «هرگز نمی‌زارم بری»                   | جاستین بیبر, Johnta Austin, Bryan-Michael Cox                                 | B. Cox                         | ۴:۲۶ |
| ۷.    | «Overboard» (با همراهی جسیکا جارل)   | جاستین بیبر, Midi Mafia, Dapo Torimiro, Taurian Shropshire                    | Midi Mafia, D. Torimiro        | ۴:۱۱ |
| ۸.    | «اینی مینی» (با همراهی شان کینگستون) | جاستین بیبر, The Jackie Boyz                                                  | Benny Blanco                   | ۳:۲۳ |
| ۹.    | «بالا»                               | جاستین بیبر, The Messengers                                                   | The Messengers                 | ۳:۵۵ |
| ۱۰.   | «اون باید من باشم»                   | جاستین بیبر, The Messengers, Luke Boyd                                        | The Messengers                 | ۳:۵۳ |

| ترانه‌های اضافی | ترانه‌های اضافی                                               | ترانه‌های اضافی                                         | ترانه‌های اضافی                                 | ترانه‌های اضافی |
| شماره          | نام                                                          | نویسنده(ها)                                            | {{{extra_column}}}                             | مدت            |
| -------------- | ------------------------------------------------------------ | ------------------------------------------------------ | ---------------------------------------------- | -------------- |
| ۱۱.            | «ببوس و بگو» (ترانهٔ اضافی برای ژاپن و iTunes)                | جاستین بیبر, Dan August Rigo, The Runners, The Monarch | The Runners, The Monarch                       | ۳:۲۹           |
| ۱۲.            | «حالا کجا هستی» (Wal-Mart, ترانهٔ اضافی برای ژاپن و استرالیا) | جاستین بیبر                                            | جاستین بیبر, B. Cox, Jan Smith, Demond Mickens | ۴:۲۷           |